# Полота (Полоцкий район)
Полота (бел. Палата́) — агрогородок в Полоцком районе Витебской области Белоруссии. Административный центр Полотовского сельсовета.

## География
Расположен в 25 км напрямую на северо-восток от Полоцка, в 130 км от Витебска, около реки Полота.

## История
В 2011 году деревня Полота преобразована в агрогородок.

## Население

### Численность
- 2009 год — 513 жителей

### Динамика
- 2000 год — 273 двора, 634 жителя[3]
- 2009 год — 513 жителей (перепись населения)[4]

## Культура
- Дом культуры
- Музей "Полотовская базовая школа Полоцкого района"

## Достопримечательность
- Братская могила советских воинов и партизан

## Галерея

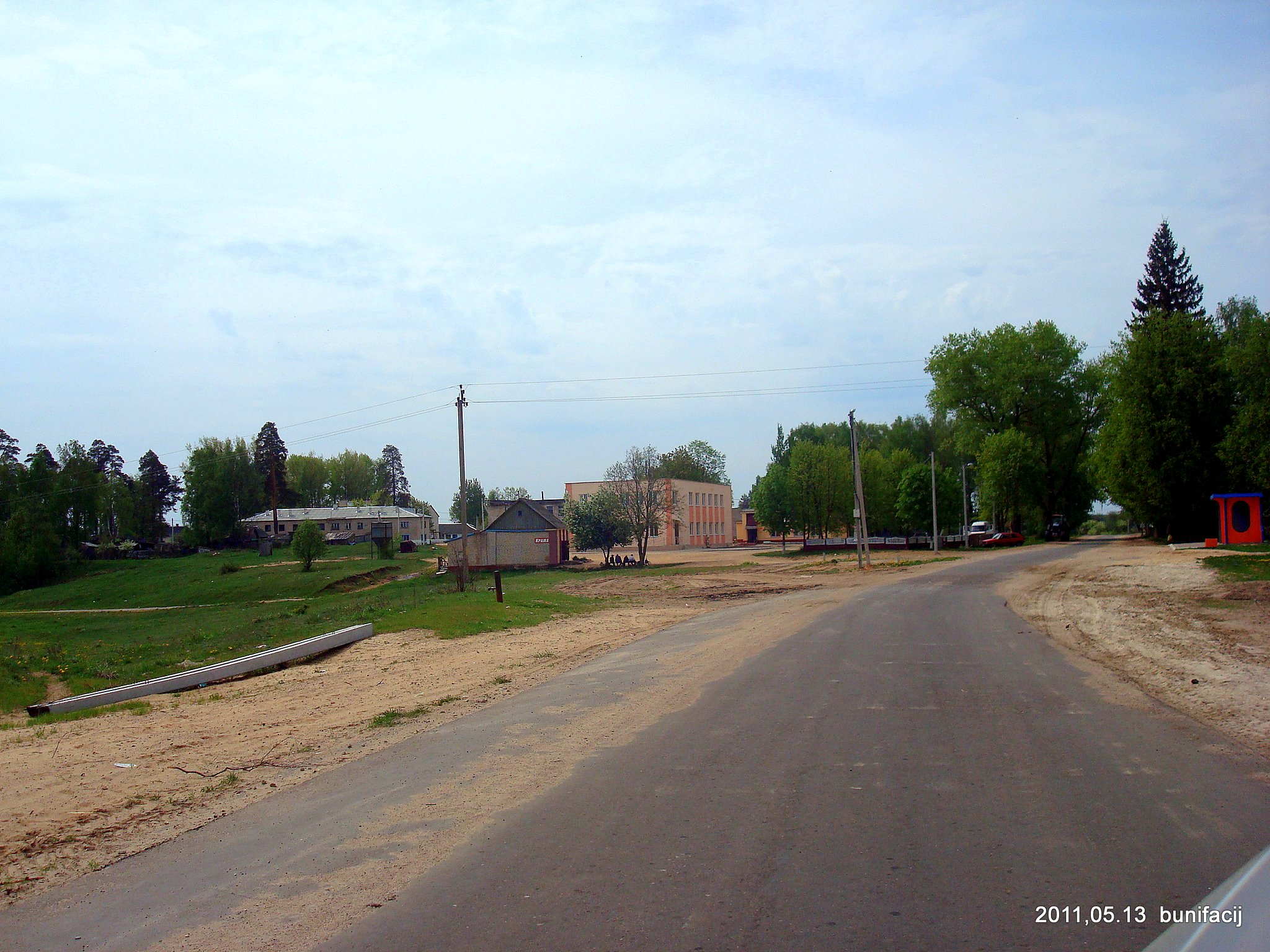
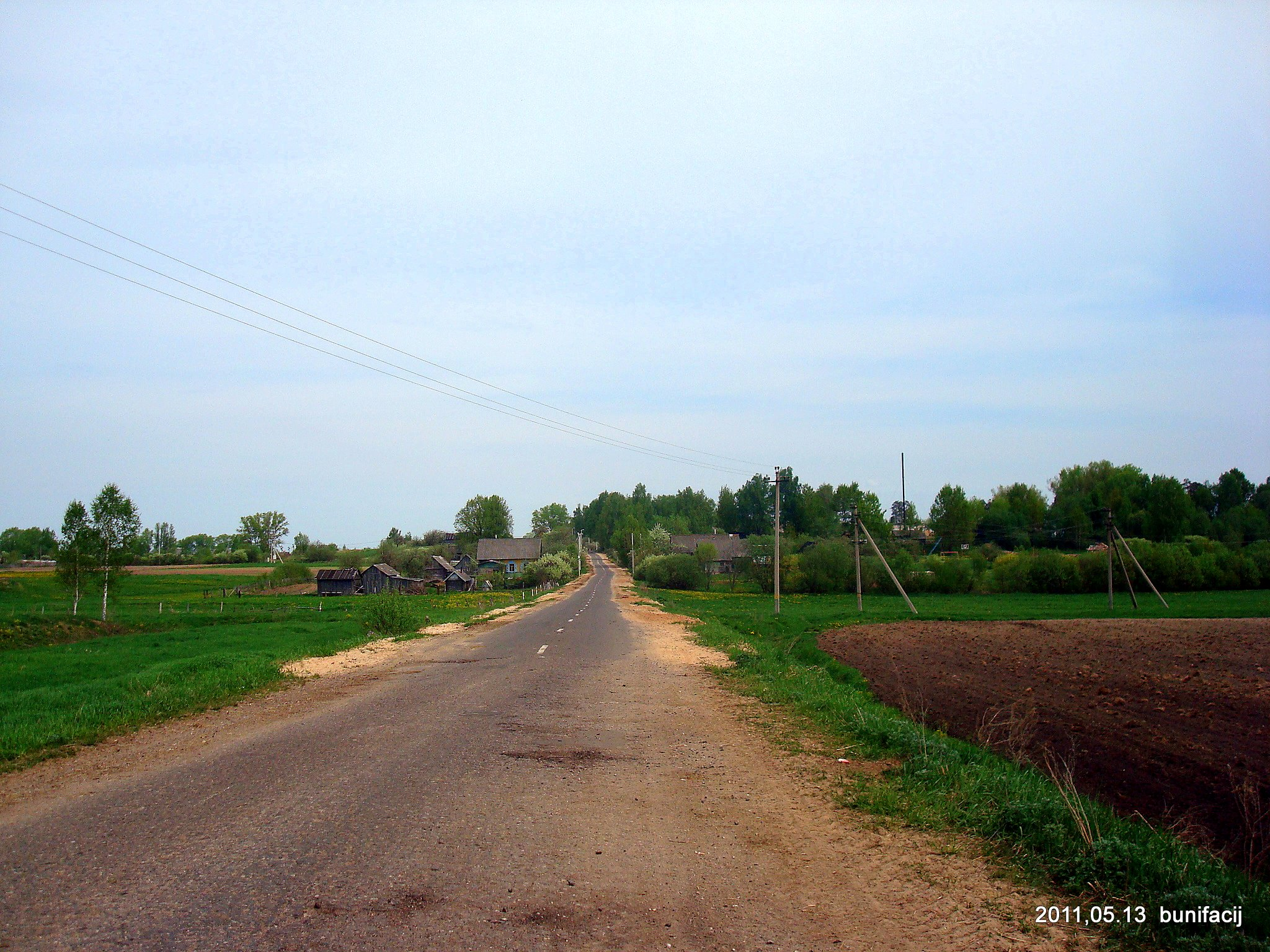
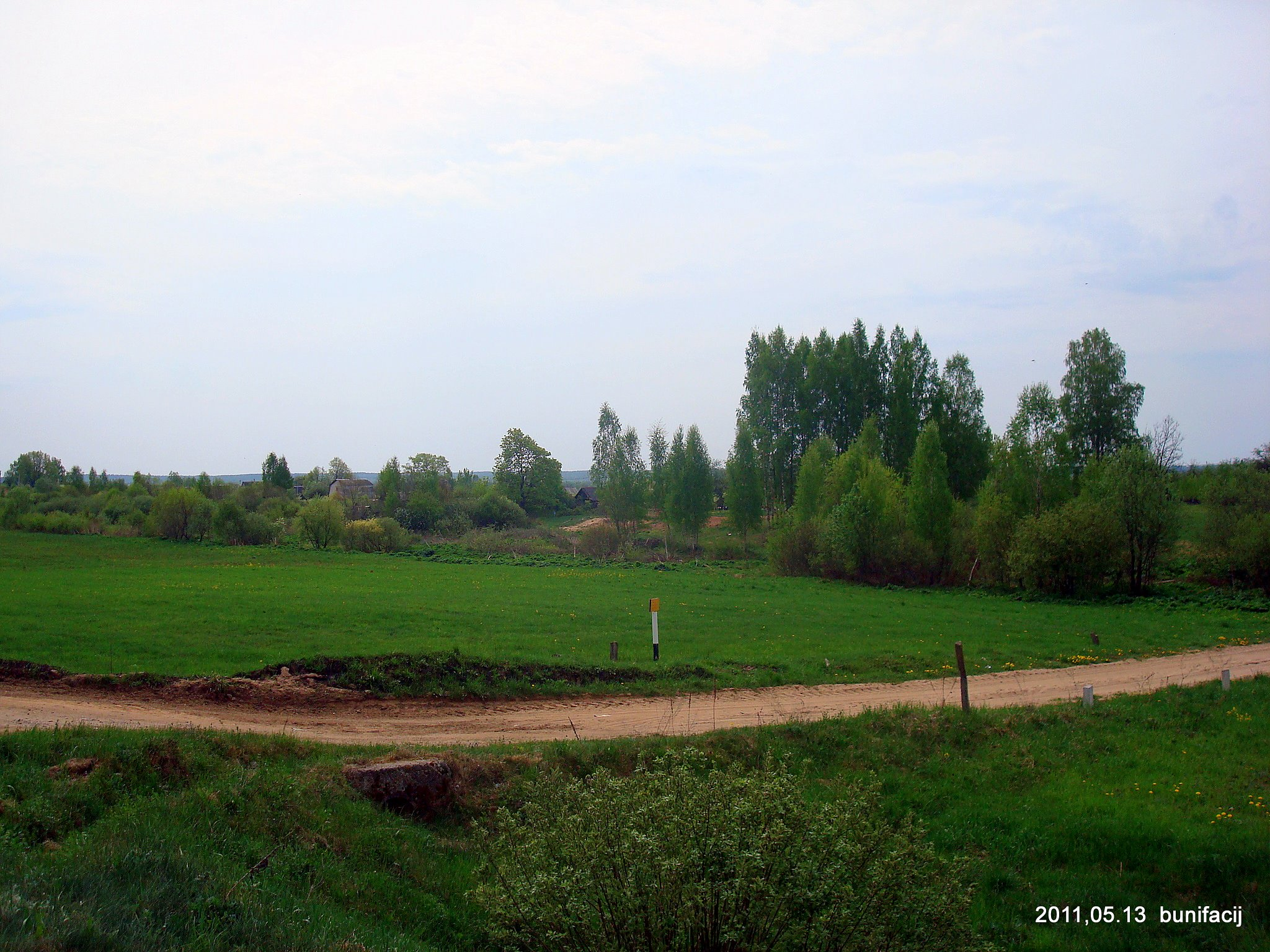